# Граф Лондондерри
Граф Лондондерри (англ. Earl of Londonderry) — британский дворянский титул, созданный трижды в системе Пэрства Ирландии (1622, 1726 и 1796).

## История
Впервые графский титул был создан 23 августа 1622 года для Томаса Риджуэя, 1-го барона Риджуэя (1565—1631), который являлся казначеем Ирландии и участвовал в колонизации Ольстера. 25 ноября 1611 года для него был создан титул баронета из Торрингтона в графстве Девоншир. 25 мая 1616 года он также получил титул барона Риджуэя из Галлен-Риджуэя в системе Пэрства Ирландии. Вместе с графским титулом в 1622 году ему был пожалован титул виконта Галлен-Риджуэй в системе Пэрства Ирландии. Ему наследовал его старший сын, Роберт Риджуэй, 2-й граф Лондондерри (ум. 1641). Его сменил его сын, Вестон Риджуэй, 3-й граф Лондондерри (1620—1672). В 1714 году после смерти сына последнего, Роберта Риджуэя, 4-го графа Лондондерри, не оставившего мужского потомства, графский титул прервался.
8 октября 1726 года графский титул вторично был восстановлен для британского военного и политика, Томаса Питта, 1-го барона Лондондерри (ок. 1688—1729). Он заседал в Палате общин Великобритании от Уилтона (1713—1727) и Олд-Сарума (1727—1728), занимал пост губернатора Подветренных островов (1728—1729). 3 июня 1719 года для него был создан титул барона Лондондерри. Вместе с графским титулом он также получил титул виконта Галлен-Риджуэй в системе Пэрства Ирландии. Томас Питт был женат на леди Фрэнсис Риджуэй (ум. 1772), дочери Роберта Риджуэя, 4-го графа Лондондерри. Томас Питт был родным дядей Уильяма Питта, 1-го графа Четэма. Ему наследовал его старший сын, Томас Питт, 2-й граф Лондондерри (1717—1734), умерший бездетным. Его сменил его младший брат, Риджуэй Питт, 3-й граф Лондондерри (1722—1765). В 1747—1754 годах он заседал в Палате общин от Камелфорда. После смерти последнего в 1765 году все титулы прервались.
17 августа 1796 года в третий раз графский титул был создан для Роберта Стюарта, 1-го виконта Каслри (1739—1821). Он заседал в Палате общин Ирландии от Дауна в 1771—1783 годах. 20 сентября 1789 года Роберт Стюарт получил титул барона Лондондерри, а 1 октября 1795 года ему был пожалован титул виконта Каслри. 13 января 1816 года Роберт Стюарт получил титул 1-го маркиза Лондондерри.

## Графы Лондондерри, первая креация (1622)
- Томас Риджуэй, 1-й граф Лондондерри[англ.] (ок. 1565 — 24 января 1631), сын Томаса Риджуэя (1543—1598)
- Роберт Риджуэй, 2-й граф Лондондерри (ум. 19 марта 1641), старший сын предыдущего
- Вестон Риджуэй, 3-й граф Лондондерри (7 апреля 1620 — 7 ноября 1672), сын предыдущего
- Роберт Риджуэй, 4-й граф Лондондерри (ум. 7 марта 1714), сын предыдущего.

## Графы Лондондерри, вторая креация (1726)
- Томас Питт, 1-й граф Лондондерри[англ.] (ок. 1688 — 12 сентября 1729), второй сын Томаса Питта (1753—1726), женат на Фрэнсис Риджуэй, дочери Роберта Риджуэя, 4-го графа Лондондерри
- Томас Питт, 2-й граф Лондондерри (ок. 1717 — 24 августа 1734), старший сын предыдущего
- Риджуэй Питт, 3-й граф Лондондерри[англ.] (1722 — 8 января 1765), младший брат предыдущего.

## Графы Лондондерри, третья креация (1796)
- См. маркиз Лондондерри